# Ascutney
Ascutney es un lugar designado por el censo ubicada en el condado de Windsor en el estado estadounidense de Vermont. En el año 2010 tenía una población de 540 habitantes.

## Geografía
Ascutney se encuentra ubicada en las coordenadas 43°24′25″N 72°24′27″O / 43.40694, -72.40750.